# Lijst van coaches van het Armeens voetbalelftal (mannen)
Dit is een lijst van bondscoaches van het Armeens voetbalelftal mannen.

## Bondscoaches
| Naam                  | Land van herkomst | Begin periode     | Einde periode     | Prijzen | Opmerkingen/Wijze van vertrek                                             |
| --------------------- | ----------------- | ----------------- | ----------------- | ------- | ------------------------------------------------------------------------- |
| Edoeard Margarov      | Armenië           | 1 juli 1992       | 28 februari 1995  |         |                                                                           |
| Samvel Darbinyan      | Armenië           | 1 maart 1995      | 10 juni 1996      |         |                                                                           |
| Choren Hovhannesjan   | Armenië           | 10 juni 1996      | 1 september 1998  |         |                                                                           |
| Souren Barseghyan     | Armenië           | 1 september 1998  | 9 oktober 1999    |         |                                                                           |
| Varuzhan Sukiasyan    | Armenië           | 1 januari 2000    | 11 oktober 2001   |         |                                                                           |
| Andranik Adamyan      | Armenië           | 7 juni 2002       | 7 juni 2002       |         | [ 2 ]                                                                     |
| Oscar López           | Argentinië        | 1 september 2002  | 15 januari 2003   |         |                                                                           |
| Andranik Adamyan      | Armenië           | 12 februari 2003  | 12 februari 2003  |         | [ 3 ]                                                                     |
| Mihai Stoichiță       | Roemenië          | 1 maart 2003      | 30 juni 2004      |         |                                                                           |
| Bernard Casoni        | Frankrijk         | 6 augustus 2004   | 5 april 2005      |         | Ontslagen, Henk Wisman vervangt hem                                       |
| Henk Wisman           | Nederland         | 21 mei 2005       | 6 april 2006      |         | Ontslagen, Ian Porterfield vervangt hem                                   |
| Ian Porterfield       | Schotland         | 16 augustus 2006  | 22 augustus 2007  |         | Overleden                                                                 |
| Thomas Jones          | Engeland          | 8 september 2007  | 17 oktober 2007   |         | Interim                                                                   |
| Vardan Minasyan       | Armenië           | 12 september 2007 | 31 december 2007  |         | Interim                                                                   |
| Jan Børge Poulsen     | Denemarken        | 1 januari 2008    | 30 maart 2009     |         |                                                                           |
| Vardan Minasyan       | Armenië           | 1 april 2009      | 31 oktober 2013   |         | Ontslag genomen & Contract niet verlengd, Bernard Challandes vervangt hem |
| Bernard Challandes    | Zwitserland       | 28 februari 2014  | 30 maart 2015     |         | Ontslag genomen                                                           |
| Sargis Hovsepyan      | Armenië           | 29 april 2015     | 10 december 2015  |         | Interim, Varuzhan Sukiasyan vervangt hem                                  |
| Varuzhan Sukiasyan    | Armenië           | 10 december 2015  | 13 oktober 2016   |         | Ontslag genomen Artur Petrosyan vervangt hem                              |
| Artur Petrosyan       | Armenië           | 1 november 2016   | 6 april 2018      |         | Ontslag genomen, Vardan Minasyan vervangt hem                             |
| Vardan Minasyan       | Armenië           | 10 april 2018     | 21 september 2018 |         | Ontslag genomen, Armen Gyulbudaghyants vervangt hem                       |
| Armen Gyulbudaghyants | Armenië           | 7 oktober 2018    | 17 oktober 2019   |         | Ontslag genomen, Abraham Khashmanyan vervangt hem                         |
| Abraham Khashmanyan   | Armenië           | 6 november 2019   | 12 februari 2020  |         | Ontslag genomen, Joaquín Caparrós vervangt hem                            |
| Joaquín Caparrós      | Spanje            | 10 maart 2020     | 29 september 2022 |         | Ontslag genomen, Roman Berezovskiy vervangt hem                           |
| Roman Berezovskiy     | Armenië           | 8 november 2022   | 13 januari 2023   |         | Interim, Oleksandr Petrakov vervangt hem                                  |
| Oleksandr Petrakov    | Oekraïne          | 14 januari 2023   | 13 oktober 2024   |         | Ontslagen                                                                 |
| Soeren Tsjachalian    | Armenië           | 6 november 2024   | 16 februari 2025  |         | Interim                                                                   |
| John van 't Schip     | Nederland         | 17 februari 2025  |                   |         |                                                                           |

FFA · A-internationals · Bondscoaches · Statistieken · Armeens vrouwenelftal · Armenië U21 · Armenië U20 · Armenië U19 · Armenië U18 · Armenië U17 · Armenië U16
1992 – 1999 ·
2000 – 2009 ·
2010 – 2019 ·
2020 – 2029
1992 ·
1993 · 
1994 ·
1995 ·
1996 ·
1997 ·
1998 ·
1999 ·
2000 ·
2001 ·
2002 ·
2003 ·
2004 ·
2005 ·
2006 ·
2007 ·
2008 ·
2009 ·
2010 ·
2011 ·
2012 ·
2013 ·
2014 ·
2015 ·
2016 ·
2017 ·
2018 ·
2019 ·
2020 ·
2021 ·
2022 ·
2023 ·
2024
Albanië ·
Algerije ·
Andorra ·
België ·
Bosnië en Herzegovina ·
Bulgarije ·
Canada ·
Chili ·
Cyprus ·
Denemarken ·
Duitsland ·
Ecuador ·
El Salvador ·
Estland ·
Faeröer ·
Finland ·
Frankrijk ·
Georgië ·
Gibraltar ·
Griekenland ·
Guatemala ·
Hongarije ·
Ierland ·
IJsland ·
Iran ·
Israël ·
Italië ·
Jordanië ·
Kazachstan ·
Koeweit ·
Kosovo ·
Kroatië ·
Letland ·
Libanon ·
Liechtenstein ·
Litouwen ·
Luxemburg ·
Malta ·
Marokko ·
Moldavië ·
Montenegro ·
Nederland ·
Noord-Ierland ·
Noord-Macedonië ·
Noorwegen ·
Oekraïne ·
Oezbekistan ·
Panama ·
Paraguay ·
Peru ·
Polen ·
Portugal ·
Roemenië ·
Rusland ·
Saint Kitts en Nevis ·
Schotland ·
Servië ·
Slovenië ·
Slowakije ·
Spanje ·
Tsjechië ·
Turkije ·
Turkmenistan ·
Verenigde Arabische Emiraten ·
Verenigde Staten ·
Wales ·
Wit-Rusland ·
Zweden